# Obraz Matki Bożej Pocieszenia w Krypnie
Obraz Matki Bożej Pocieszenia w Krypnie — obraz Matki Bożej umieszczony w Sanktuarium Matki Bożej Pocieszenia w Krypnie Kościelnym w województwie podlaskim.

## Historia obrazu
Obraz prawdopodobnie został zamówiony przez Jana Zamoyskiego lub też pochodzi z rezydencji króla Zygmunta Augusta w Knyszynie. 
Według legendy obraz został znaleziony w „krypie”, czyli w poidle dla koni, i w tym miejscu wybudowano kościół. Kroniki stare podają natomiast, że starosta knyszyński zamówił kopię obrazu Matki Bożej Śnieżnej do kaplicy w swojej rezydencji, by Maryja wsparła nawrócenie jego żony kalwinki z rodziny Radziwiłłów. Kroniki podają, że obraz był w kościele w Krypnie w 1731 i był czczony od niepamiętnych czasów.

## Opis obrazu
Obraz został namalowany temperą na kredowym gruncie na desce lipowej o rozmiarach 79 x 115 cm przez nieznanego artystę. Wizerunek przedstawia Maryję trzymającą w lewej ręce Dzieciątko. Zwrócona jest ku patrzącym na obraz. Dzieciątko na obrazie prawą dłoń wznosi w geście błogosławieństwa, w lewej zaś trzyma zamkniętą księgę. Głowy postaci otacza dwanaście gwiazd. Obraz znajduje się w ozdobnych ramach.

## Koronacja obrazu
Koronacja obrazu miała miejsce 8 września 1985 i przewodniczył jej prymas Polski kard. Józef Glemp z udziałem kard. Henryka Gulbinowicza oraz administratora apostolskiego Edwarda Kisiela. W uroczystości brali udział przedstawiciele Kościoła prawosławnego.

## Kult obrazu
Odpusty na Matkę Bożą Siewną określane są jako starodawne. Wierni składają wota z wosku, z którego później robi się świece. Praktykowana jest również tzw. obchód, wokół kościoła a następnie samego obrazu. Obraz nawiedzany jest przez rodziny oraz nowożeńców stąd też Sanktuarium posiada tytuł "Pocieszycielka Rodzin".